# روتفاله
روتفاله (به هلندی: Rottevalle) یک شهر در هلند است که در اسمالینگرلاند واقع شده‌است.

## خصوصیات
روتفاله  c٫۱۳۲۰ نفر جمعیت دارد.